# Château Pichon-Longueville-Comtesse de Lalande
Koordinaten: 45° 10′ 32,8″ N, 0° 44′ 58,2″ W

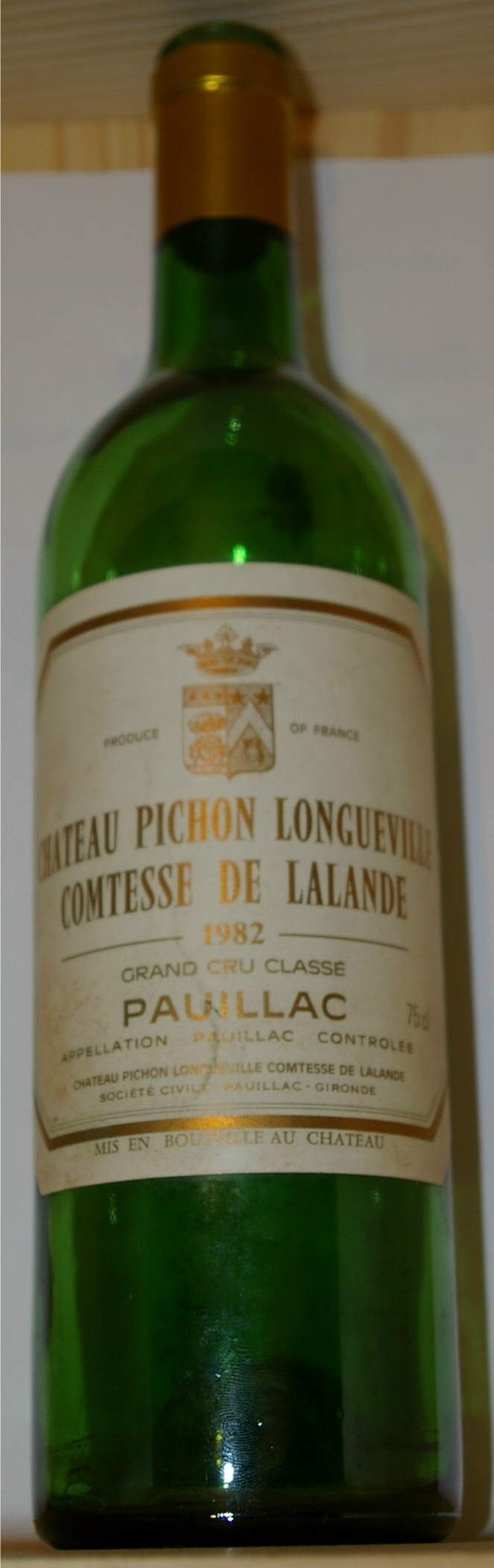
Flasche von 1982 (100 PP)

Das Château Pichon Longueville-Comtesse de Lalande ist eines der berühmtesten Weingüter des Weinbaugebiets Bordeaux. Seit der Klassifikation von 1855 ist das Weingut als Deuxième Grand Cru Classé eingestuft, zweithöchste der Klassifikationen.
Es liegt in Pauillac an der Südseite des Vorortes Saint-Lambert, unmittelbar an der Gemeindegrenze zu Saint-Julien-Beychevelle, und gegenüber dem Schwestergut Château Pichon-Longueville-Baron, getrennt von der „Route du Vin“, der Départementstraße No. 2.
In direkter Nachbarschaft liegen das Château Latour, ein Premier Cru Classé, und drei weitere Deuxième-Güter von Saint-Julien, die Léoville-Châteaux las Cases, Barton und Poyferré. Diese besondere Ecke Frankreichs, das Land der Grenze von Pauillac und Saint-Julien, wird daher von vielen Weinliebhabern als der feinste Fleck Erde weltweit angesehen.
Im Jahre 2007 wurde das Château durch das Champagnerhaus Louis Roederer gekauft.

## Geschichte
Diese beiden Güter waren früher bis vor ca. 180 Jahren eines, Château Pichon-Longueville.
Die Flächen wurden von Pierre de Mazure de Rauzan ab 1660 erworben. Ihm gehörte auch das später geteilte Château Rauzan in Margaux. Im 17. Jahrhundert begann man im Médoc erst, die weitläufigen Sümpfe trockenzulegen und Weinbau zu betreiben. Die Tochter von de Rauzan heiratete im Jahr 1694 Jacques de Pichon, Baron de Longueville, der erster Präsident des Parlaments von Bordeaux war. Das Weingut wurde in „Château Pichon-Longueville“ umbenannt. Mitte des 19. Jahrhunderts wurde der Besitz aufgeteilt. Während der bisherige Besitzer, Baron Joseph de Pichon-Longueville 2/5 des Besitzes behielt, erhielten seine 3 Töchter (Sophie de Pichon, die Vicomtesse de Lavaur sowie die Comtesse de Lalande) drei Fünftel des Guts. Später übernahm ein männlicher Nachkomme namens Raul den kleineren Teil des Barons; daraus wurde das heutige Gut Château Pichon-Longueville Baron. Die Comtesse de Lalande beerbte ihre beiden Schwestern und nannte ihren Besitz „Château Pichon-Longueville Comtesse-de-Lalande“.
Im Jahr 1926 wurde das Comtesse-Gut von der Familie Miailhe gekauft. Edouard F. Miailhe führte das Gut viele Jahre und vermachte es an seine Tochter Mme. May Elaine de Lencquesaing. Die Dame verschaffte sich in der Weinwelt einen vielgeachteten Namen und führte das Gut mit eiserner Hand. Dies brachte ihr auch den Namen „die Generalin“ ein: Ihr verstorbener Ehemann war General der französischen Armee.
Im Jahre 2006 erwarb schließlich das Champagner-Haus Roederer die Mehrheitsanteile.

## Der Wein
Pichon-Comtesse, wie das Gut auch kurz genannt wird, oder auch Pichon-Lalande, zeichnet sich durch einen Wein aus, in dessen Cuvée zum Cabernet Sauvignon ein recht hoher Anteil Merlot eingebracht wird, was den Wein früher trinkreif, runder und „süffiger“ macht, zu Lasten eventuell der Dauer-Haltbarkeit. Die jüngeren Jahrgänge enthalten jedoch etwas mehr Cabernet Sauvignon. Ein anderer Grund für das „Runde“ wird in dem Umstand gesehen, dass ein kleiner Teil der Weinberge auf dem Gebiet der Nachbargemeinde Saint-Julien liegt.
Die Rebflächen umfassen 75 ha und teilen sich zu 45 % auf Cabernet Sauvignon, 35 % Merlot, 12 % Cabernet Franc und 8 % Petit Verdot auf. Durch den hohen Anteil an Merlot ist der Wein sehr rund und schmeichelnd sowie bereits in relativ jungen Jahren ein großes Trinkvergnügen.
Der beste je auf Lalande entstandene Wein ist der aus dem Jahrhundert-Jahrgang 1982. Dieser Wein wird von dem international anerkannten Weinkritiker Robert Parker mit 100 Parker-Punkten als perfekter Wein gewertet. Eine Flasche dieses Jahrgangs ist selten unter 300 Euro zu erstehen (Stand 2005). Auch der Wein des Jahres 2000 ist exzellent herausgekommen (97 PP). Weitere hochklassige Jahrgänge sind 1996 (96 PP), 1995 (95 PP) und 1986 (94 PP). Andererseits zeigt das Gut in manchen Jahren unerklärliche Schwächen. So haben die Weine der Jahrgänge 1990 und 2005 (86 PP) nur geringe Reputation.
Die Zweitweine der «Comtesse» heißen «Reserve de la Comtesse» und umfassen ungefähr die halbe Produktion. Zusammen bringt man es auf ca. 350.000 Flaschen im Jahr.

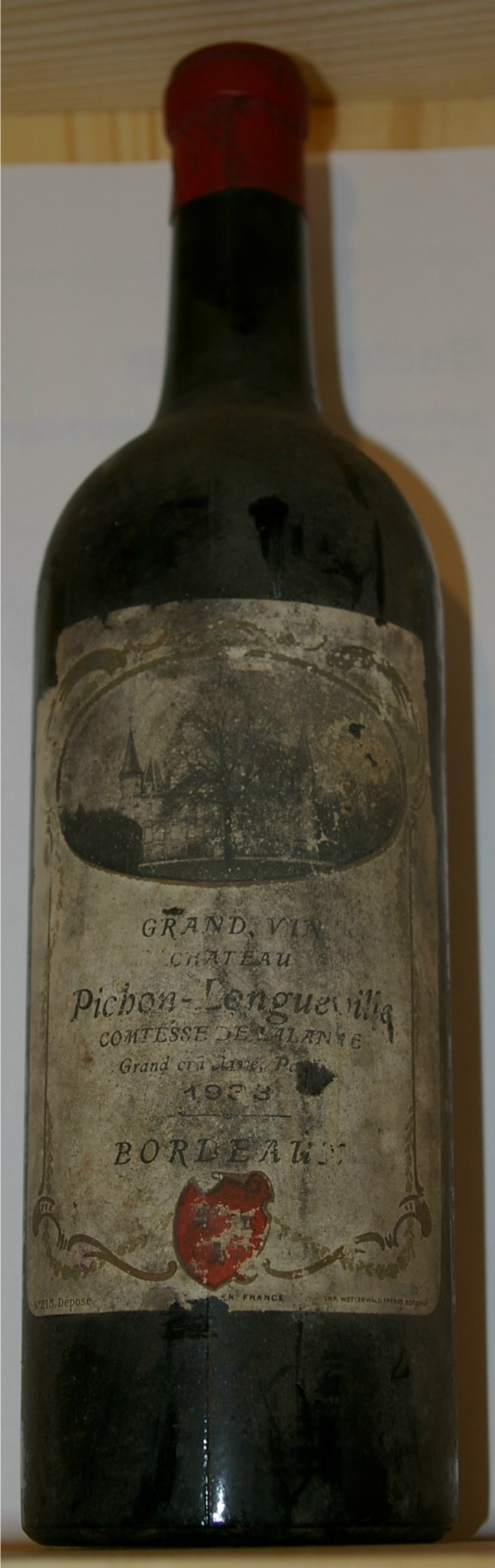
1933
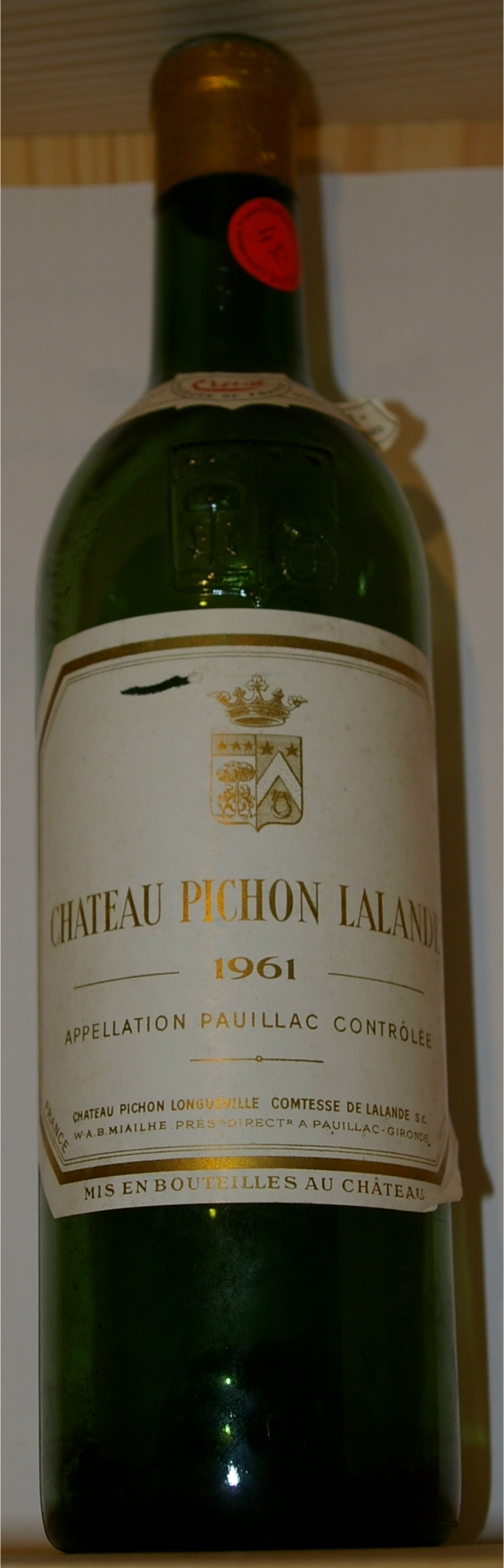
1961
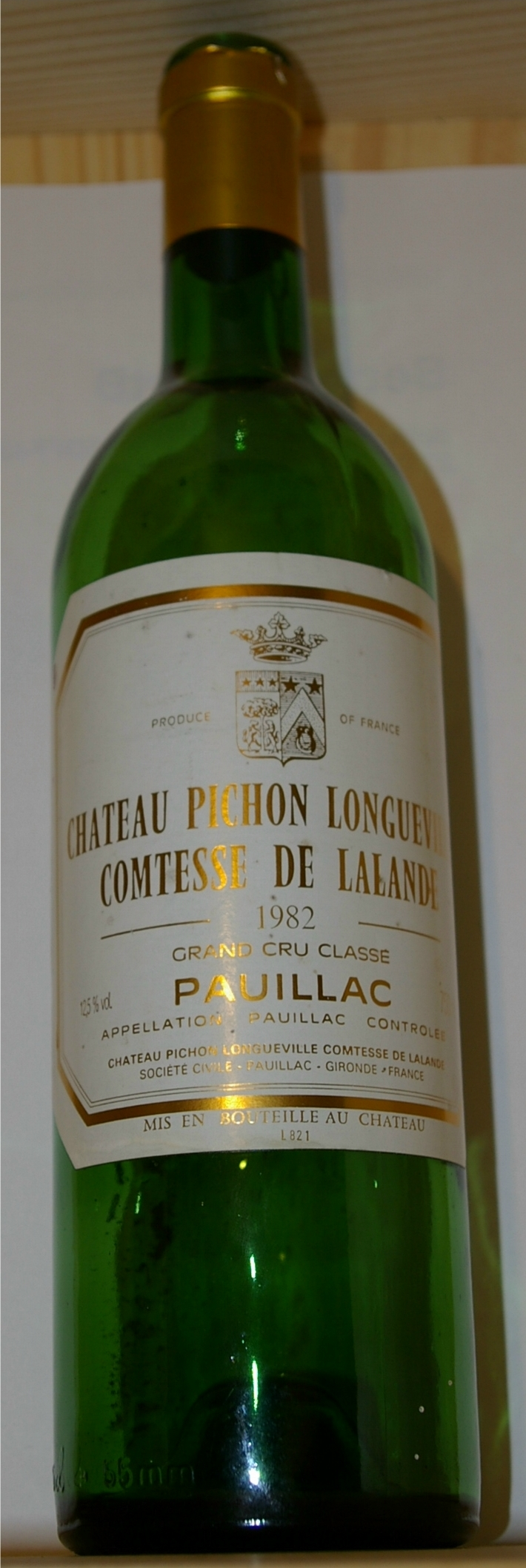
eine „andere“ 1982er …